# Полевые магистральные трубопроводы

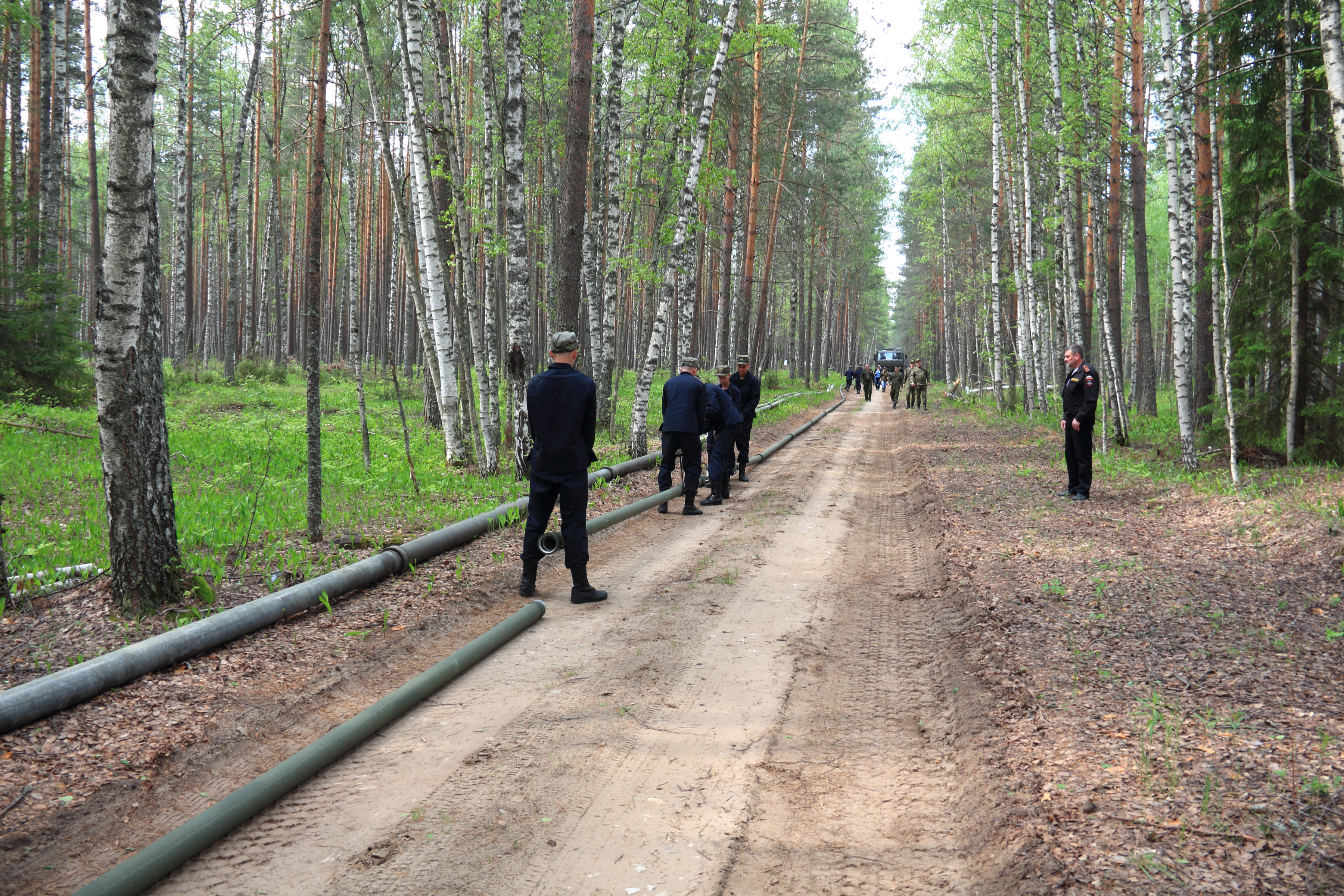
Монтаж полевого магистрального трубопровода. Слева смонтированный трубопровод ПМТП-150 второго поколения (стальные трубы). Справа (в процессе монтажа) новый трубопровод ТСР-МК-100 (композитные трубы) третьего поколения

Полевые магистральные трубопроводы (ПМТ) — сборно-разборные полевые трубопроводы, предназначенные для быстрого развёртывания в полевых условиях каналов снабжения горюче-смазочными материалами. Могут использоваться для транспортировки воды к месту лесного пожара. Инженерно-технический комплекс ПМТ на вооружении у трубопроводных бригад состоит из труб условным диаметром 100 и 150 миллиметров, средств перекачки и вспомогательного оборудования. Суммарная протяжённость линий может составлять до 150 километров.
Специальная машина позволяет укладывать 12 км в сутки.
Бригада из десяти человек за час работы монтирует 1—1,2 км трубопровода.
Бригады ПМТ участвовали в тушении летних пожаров 2010-го года в Центрально-европейской части России.

## Поколения и типы полевых магистральных трубопроводов

### Первое поколение
Трубопроводы первого поколения появились в конце 1940-х годов и представляли собой адаптированную к производственной базе СССР модификацию американского ПМТ с муфтами типа Victaulink, поставляемого в СССР по ленд-лизу. Сборка муфты производится вручную. Эти трубопроводы получили обозначение ПМТ и выпускались следующих размеров:
- ПМТ-100 — условный диаметр 100 мм, рабочее давление 3,2 МПа;
- ПМТ-150 — условный диаметр 150 мм, рабочее давление 3,2 МПа;
- ПМТА-100 — алюминиевый, условный диаметр 100 мм, рабочее давление 2,5 МПа для транспортировки компонентов ракетного топлива.

### Второе поколение
Трубопроводы второго поколения не имеют иностранного прототипа. Это чисто советская разработка, выполненная на базе 25 Государственного НИИ по химмотологии Министерства обороны СССР. Основным отличием от трубопроводов первого поколения являются применение полуавтоматического замкового соединения типа «Раструб-Конус». Такой подход обеспечил:
- возможность механизированной сборки соединений трубоукладочными машинами;
- повышение прочности соединения примерно в 2 раза, что позволило поднять давление до 6,0 МПа и повысить производительность;

Трубопроводы второго поколения получили обозначение ПМТП (полевой магистральный трубопровод повышенной производительности) и ПМТБ (полевой магистральный трубопровод большой производительности). Выпускались следующие трубопроводы:
- ПМТП-100;
- ПМТП-150;
- ПМТБ-200.

Выпуск трубопроводов второго поколения прекращен в начале 1990-х годов после распада СССР. Выпускавший их 63 котельно-сварочный завод остался в независимой Украине (г. Ивано-Франковск).

### Третье поколение
Создание трубопроводов третьего поколения началось в 1990-х годах, однако из за экономического кризиса долго не удавалось найти организацию-разработчика, поэтому работы выполнялись больше теоретически на материальной и технической базе Ульяновского высшего военно-технического училища, которое готовило офицеров для трубопроводных войск. К началу 2000-х годов научными сотрудниками УВВТУ и 25 ГосНИИ химмотологии были разработаны тактико-технические требования к новому трубопроводу. Ключевым отличием было то, что основой нового трубопровода должны были стать трубы из композитных материалов применение которых должно было обеспечить:
- снижение массы труб в 1,5—2 раза по сравнению со стальными;
- исключение коррозии;
- улучшение приспосабливаемости к рельефу местности за счет большей гибкости тела трубы.

Примерно до 2005 года практически реализовать такой трубопровод не получалось по причине слабого развития производства композитных труб в России из российского сырья. Первый практический образец трубы для нового трубопровода был создан НПО «Ресурс» (г. Хотьково, Московская область) в 2007 году. Однако трубы имели ряд технических проблем, а их массовое производство в России на тот момент не могло быть налажено. Лишь в 2017 году НПП «Алтик» (г. Бийск, Алтайский край) удалось продемонстрировать работоспособный образец пластиковой трубы для трубопровода третьего поколения ТСР-МК-100, выполненный полностью из российского сырья на оборудовании российского производства. В 2018 году состоялись успешные предварительные испытания ТСР-МК-100, а в 2019 году — успешные государственные испытания, по результатам которых новый трубопровод рекомендован к серийному производству.

## Военное применение
Проектировать сборно-разборные полевые трубопроводы для Красной Армии начали в декабре 1933 года. В 1937 году была осуществлена опытная прокладка трубопровода через реку Суйфун (ОСГ Особой Краснознаменной Дальневосточной армии).

### Великая Отечественная война
Во время Великой Отечественной войны полевые трубопроводы применяли для подачи горючего через крупные реки и озёра.
Весной 1942 года для обеспечения горючим 61-й армии Брянского фронта через Оку, а также для снабжения Ленинградского фронта через реку Волхов был проложен металлический сборно-разборный трубопровод диаметром 75 мм, причём для подводной части применялись резинотканевые рукава, соединённые между собой металлическими муфтами.
Осенью 1942 года для Сталинградского фронта проложили трубопровод по дну Волги из района Владимирская Пристань.
В 1942 году по дну Ладожского озера был проложен стальной трубопровод на глубине до 13 метров. Решение о прокладке трубопровода было принято в апреле 1942 года. Трубы с резьбовым соединением дополнительно сваривались для обеспечения надёжности. Монтаж трубопровода длиной 29 километров (в том числе — 21 км под водой) производился 43 дня под непрерывным огневым воздействием противника (2—2,5 км от линии фронта). В 1943 году протяжённость трубопровода была увеличена ещё на 5 километров. Производилось попеременное перекачивание различных видов горючего: автомобильный бензин, лигроин, керосин и дизельное топливо.
В марте 1943 года через реку Дон был проложен трубопровод диаметром 100 мм и производительностью 700 тонн в сутки.
Весной 1944 года в УССР в районе Лоц-Каменского железнодорожного моста. Протяжённость 2,72 км, в том числе по воде — 1,07 км.
В январе 1945 года в районе НПЗ города Плоешти (Румыния). Диаметр 100 мм, протяжённость — 225 км, производительность — 40 м³/ч.
В конце 1944 года из США по ленд-лизу были поставлены комплекты сборно-разборных трубопроводов. Линия протяженностью 220 км диаметром 100 мм — в тыловой полосе 2-го Украинского фронта.
Зимой 1945 года были проложены две линии через реку Висла в районах Фордона и Грауденце.

### Послевоенный период
22 ноября 1951 года Постановлением Совета Министров СССР № 4844-2082сс, подписанным И. В. Сталиным, Военному министерству СССР и Миннефтепрому было поручено изготовить первый комплект полевого магистрального трубопровода ПМТ-100-100 и испытать его в полевых условиях. 14 января 1952 года Директивой Военного Министра (Маршал Советского Союза А. М. Василевский) № 24646с был сформирован первый «Отдельный батальон по перекачке горючего по трубопроводу» (с января 1953 года — 71-й отдельный трубопроводный батальон).
С 2010 года производится металлический сборно-разборный трубопровод МСРТ-150 и МСРТ-100.

### Афганская война СССР
Сборно-разборные трубопроводы применялись ВС СССР в афганской войне (1979—1989).
В условиях уязвимости бензовозов перед обстрелами, поставки до 80 % горюче-смазочных материалов осуществлялись полевым трубопроводным транспортом.
В феврале 1980 года были установлены ПМТП-150 (3 линии по 15 км каждая) через реку Амударья до г. Хайратон.
В мае 1980 года установлены ПМТП-150 (3 линии по 10 км каждая) между г. Кушка (ТуркВО) и г. Тарагунди (Афганистан).
В июне 1980 года и в декабре 1981 года — две линии ПМТП-150 протяжённостью 254 км г. Хайратон — база 59 абрмо (армейская бригада материального обеспечения) 10 км южнее г. Пули-Хумри. В августе — сентябре 1984 года линия заменена на ПМТП-150.
В августе 1982 года и мае 1984 года — ПМТП-100 (2 линии по 184 км) г. Пули-Хумри — г. Баграм.
В январе 1985 года — трубопровод протяженностью 240 км ПМТП-150 между г. Тарагунди и г. Шинданд.
Для обеспечения топливом воинских частей 40-й армии, 1 апреля 1983 года была сформирована 276-я трубопроводная бригада.

### Чернобыль, Спитак и другие катастрофы
Полевые магистральные трубопроводы развёртывались при ликвидации Чернобыльской аварии, во время землетрясении в Спитаке и в других случаях чрезвычайных ситуаций.
При строительстве чернобыльского саркофага трубопроводные войска обеспечивали подачу до 4 000 кубометров не заражённой радиацией воды ежедневно, взятой за несколько десятков километров от Чернобыльской атомной станции.

## Тушение лесных и торфяных пожаров

### Пожары в СССР в 1972 году
Массовое применение ПМТ в СССР производилось во время пожаров в августе 1972 года. Ввод в эксплуатацию первых 9 линий ПМТ состоялся 13 августа 1972 года. К 28 августа была развёрнута 41 линия ПМТ с ежесуточной прокачкой до 87,8 тыс. тонн воды (в среднем — 50 тыс. тонн). За август — сентябрь 1972 года были развёрнуты 188 линий общей протяженностью 1 293,3 км, доставившие к месту пожаров 4,593 млн м³ воды на площади 440 км². Для аналогичных целей ПМТ применялись во время пожаров в 1976, 1980, 1981 и 1991 гг.

### Пожары в России в 2010 году
Во время лесных и торфяных пожаров 2010 г. также подключились трубопроводные войска.
По состоянию на 5 августа 2010 года эти подразделения проложили два трубопровода от озера Негарь в Рязанской области до посёлка торфоразработчиков Радовицкий. Были обводнены сухие на тот момент канавы торфоразработки, и пожарные черпали из них воду при помощи помп для тушения огня.
По состоянию на 9 августа 2010 года на 22:13 (Интерфакс по данным пресс-секретаря Минобороны России), два трубопроводных батальона проложили на территории Московской, Нижегородской, Рязанской и Владимирской областей около 200 км трубопроводов.
По состоянию на 16 августа 2010 года озвученные Минобороны данные сократились вдвое: РБК по данным заместителя министра обороны России Д. Булгакова сообщили, что для тушения пожаров военные проложили свыше 100 км трубопроводов.
По данным «Независимой газеты» на 9 августа 2010, «силами двух трубопроводных батальонов развернуто всего около 60 км ПМТ». Как сообщает издание, в условиях предшествующей военной реформы эти войска были сокращены.
По данным «Комсомольской правды» на 16 августа 2010 года, длина трубопроводов составляла от 20 до 35 км.

## Водоснабжение Крыма
В 2014 году после перекрытия Украиной Северо-Крымского канала в Крыму для водоснабжения отдельных населенных пунктов было проложено свыше 100 км трубопроводов. В 2015 году военные приступили к прокладке многониточных водоводов для подачи воды в Северо-Крымский канал общей протяженностью 412 км.

## Устранение аварий
Осенью 2019 года произошёл сброс стоковых вод в реку Большой Изяк, под г. Благовещенском, Республика Башкортостан, Россия. Специалисты групп Томских компании оперативно проложили 9 км трубы первого поколения ПМТБ-200 по неподготовленной местности и за короткий срок авария была устранена и нанесен минимальный ущерб экологии.

## Устойчивость к внешним воздействиям
Сборно-разборный трубопровод не разрушается при наезде на него колёсной техники и завале деревьями и способен выдерживать действие огня во время перекачки через него воды.:205